# Blanka Kastylijska

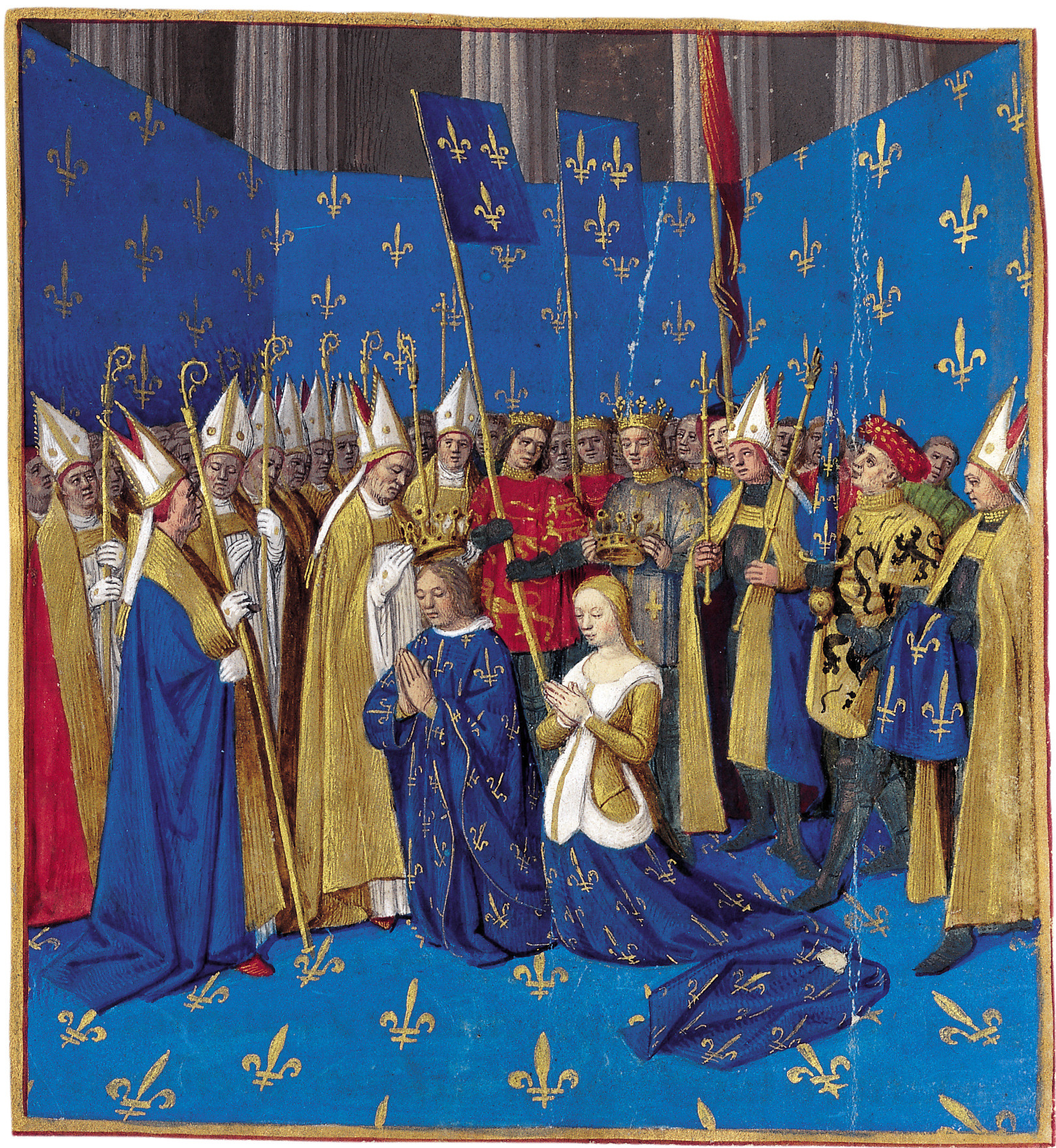
Koronacja Blanki i Ludwika VIII w 1223 r.

Blanka Kastylijska, hiszp. Blanca de Castilla; fr. Blanche de Castille (ur. 4 marca 1188, zm. 26 listopada 1252) – królewna kastylijska, królowa Francji w latach 1223–1226 jako żona Ludwika VIII Lwa, regentka królestwa Francji w latach 1226–1234 w imieniu Ludwika IX Świętego, córka Alfonsa VIII Szlachetnego i Eleonory Plantagenet. Czczona jako święta Kościoła katolickiego.

## Pochodzenie
Blanka urodziła się 4 marca 1188 r. na zamku w Palencii jako córka króla Alfonsa VIII Szlachetnego, króla Kastylii i Eleonory Plantagenet, królewny angielskiej. Ze strony matki była wnuczką Henryka II Plantageneta, króla Anglii oraz Eleonory Akwitańskiej, księżnej Akwitanii, a ze strony ojca Sanczo III Upragnionego, króla Kastylii i Blanki, królewny nawarskiej. Miała 11 rodzeństwa m.in. starsze siostry Berengarię i Urrakę oraz młodszego brata Henryka. Małżeństwo jej rodziców uznawano za udane. Dwór królewski w Kastylii uchodził za jeden z najlepszych dworów w Europie, a także najbardziej rozrywkowy i najweselszy.

## Królewska narzeczona
W 1199 r. bezpotomnie zmarł ukochany syn Eleonory Akwitańskiej, wuj Blanki Ryszard Lwie Serce. Rok później 78-letnia królowa wraz z licznym orszakiem przybyła na dwór królewski do Kastylii. Często rozmawiała z córką i wnuczkami, spośród których to Blanka uchodziła za jej ulubienicę. Urraka była zaręczona z następcą tronu Francji Ludwikiem, jednak Eleonora, która w przeszłości była królową tego kraju (małżeństwo z Ludwikiem VII w latach 1137–1152), zmieniła te plany i na żonę przyszłego francuskiego władcy wybrała Blankę. Posłużono się wymówką, jakoby imię Urraka brzmi zbyt obco dla Francuzów, w przeciwieństwie do Blanki, czyli Blanche. Starsza siostra została narzeczoną dziedzica tronu portugalskiego Alfonsa. Eleonora i Blanka wiosną 1200 r. wyjechały do Paryża, zatrzymując się m.in. w Bordeaux, gdzie wiele lat wcześniej odbył się pierwszy ślub królowej. Podczas podróży Blanka otrzymała porady od swojej babki dotyczące francuskich zwyczajów i obowiązków królewskich a także przedstawiła jej osobę króla Filipa Augusta.

## Żona następcy tronu
23 maja 1200 r. w Portmort w Normandii odbył się ślub 12-letniej Blanki i o rok starszego Ludwika. Małżeństwo zostało zawarte na angielskiej ziemi, ponieważ na królestwie Francji ciążył interdykt z powodu oddalenia przez króla Filipa Augusta jego drugiej żony Ingeborgi Duńskiej. W uroczystościach ślubnych nie wzięli udziału ani król Anglii i jednocześnie wuj Blanki Jan Bez Ziemi, ani jej babka Eleonora.
Blanka wniosła w posagu lenna Évreux w Normandii oraz Issoudun i Graçay w Berry, a od męża otrzymała jako dożywocie trzy kasztelanie: Hesdin, Bapaume i Lens. Po ślubie para zamieszkała w Île de la Cité w Paryżu, ale od czasu do czasu pomieszkiwali również w rezydencjach w Fontainebleau, Melun, Étampes i Orleanie.
Ludwik był blondynem o średnim wzroście i ładnych rysach twarzy. Urodę odziedziczył po matce, Izabelli z Hainaut. Był wątłego zdrowia (w dzieciństwie chorował na dyzenterię). Blankę określano jako piękną, a kronikarze opisywali ją za pomocą sentencji Candida candences candore et cordis et oris (Biała w swej niewinności, czysta w sercu i jasna na obliczu). Król Filip August dbał o wykształcenie swego dziedzica, jednym z nauczycieli Ludwika był Amalryk z Bène, od którego Blanka również pobierała nauki. 
Blanka regularnie korespondowała z rodzicami (aż do ich śmierci w 1214 r.) oraz najstarszą siostrą Berengaria, królową Leonu i dziedziczką Kastylii (po bezpotomnej śmierci ich brata Henryka I).

## Panowanie Ludwika VIII
W 1216, po śmierci Jana Bez Ziemi, książę Ludwik postanowił przejąć tron Anglii i najechał na Anglię, ale spotkał się z olbrzymim oporem mieszkańców. Filip August odmówił prośbie syna o wysłanie mu pomocy i wtedy Blanka bardzo pomogła mężowi. Zatrzymała się w Calais i zorganizowała flotę pod dowództwem Eustachego Mnicha, oraz armię pod dowództwem Roberta de Courtenay. Nie udało im się zdobyć tronu Anglii, ale przynajmniej Ludwik mógł powrócić cało do Francji. Widać jej władczy charakter miał duży wpływ na delikatniejszy charakter jej męża, ale jednak nie znamy roli jaką odegrała podczas panowania Ludwika VIII w latach 1223–1226.

## Regencja
Po śmierci Ludwika VIII Blanka została regentką Francji (najstarszy syn, następca tronu Francji, Ludwik, miał dopiero 12 lat, kiedy zmarł jego ojciec) oraz opiekunką pozostałych dzieci. Z Ludwikiem miała czternaścioro dzieci:
- Blankę (ur. 1205, zm. 1206).
- Agnieszkę (ur. i zm. 1207).
- Filipa (ur. 9 września 1209, zm. 1218).
- Alfonsa (ur. i zm. 23 stycznia 1213 w Lorrez-le-Bocage).
- Jana (ur. i zm. 23 stycznia 1213 w Lorrez-le-Bocage, bliźniaka Alfonsa)
- Ludwika IX Świętego (ur. 25 kwietnia 1215, zm. 1270) – króla Francji w latach 1226–1270, kanonizowany w 1297
- Roberta I d’Artois (ur. 1216, zm. 8 lutego 1250) – hrabiego Artois
- Filipa (ur. 1218, zm. 1220)
- Jana Tristana (ur. 1219, zm. 1232) – hrabiego Andegawenii i Maine
- Alfonsa z Poitiers (ur. 1220, zm. 1271) – księcia Owernii, hrabiego Poitiers i Tuluzy
- Filipa Dagoberta (ur. 1222, zm. 1232)
- Stefana (ur. 1225, zm. ?)
- Izabelę (ur. 1225, zm. 1269 – późniejszą świętą
- Karola Andegaweńskiego (ur. marzec 1226, zm. 7 stycznia 1285) – hrabiego Andegawenii i Maine (1246–1285), Prowansji i Forcalquier (1246–1285), króla Sycylii (1265–1285), króla Neapolu (1282–1285), tytularnego króla Jerozolimy, etc.

Sześcioro z nich zmarło w dzieciństwie. Sytuacja Francji była niepewna, znaczna część terytorium mimo sukcesów Filipa II Augusta (odebranie Normandii, bitwa pod Bouvines) nadal znajdowało się pod panowaniem angielskim. Blance udało się zniszczyć ligę baronów, w 1226 i odeprzeć atak angielski, w 1230. Jej niespożyta energia i wysiłki by utrzymać stan posiadania korony francuskiej przysporzyło jej wielu wrogów, wśród których najważniejszymi byli: król Anglii Henryk III, jego matka Izabela z Angoulême oraz książę Bretanii Piotr I Mauclerc.

## Ostatnie lata

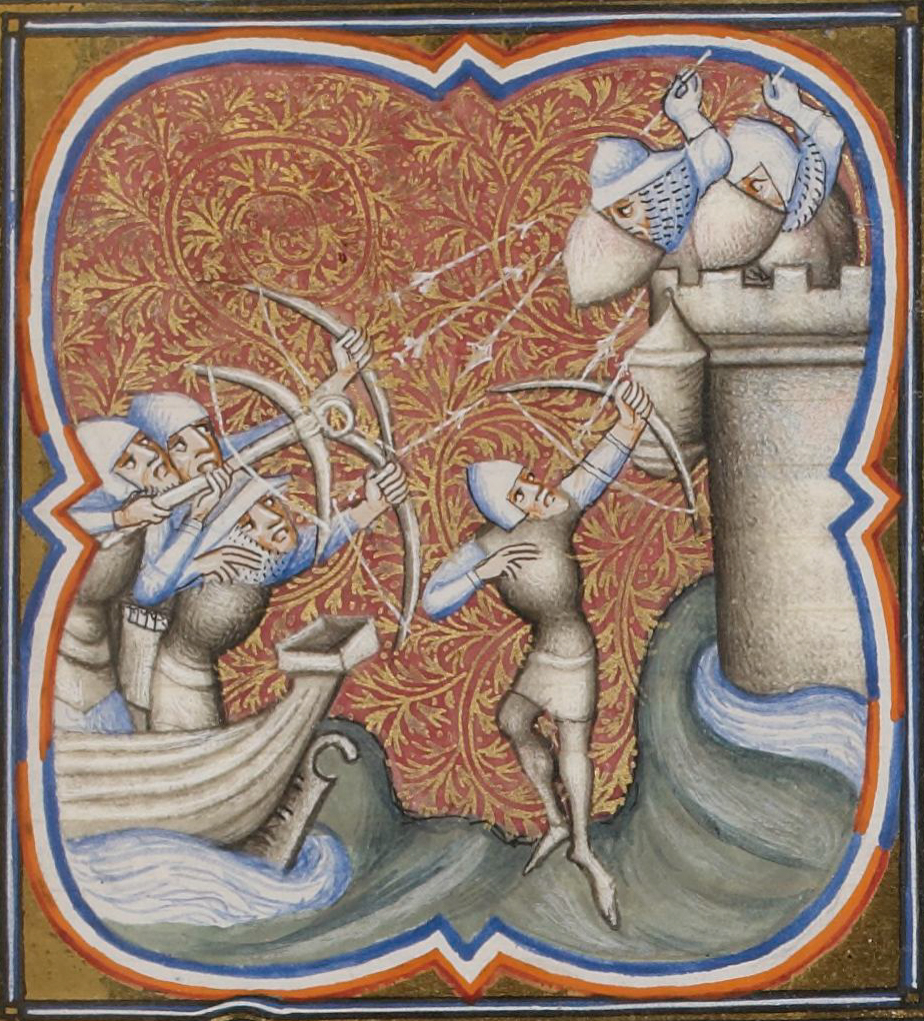
Ludwik IX szturmuje Damiettę

W 1236 przekazała wreszcie rządy synowi Ludwikowi IX Świętemu, ale w 1248 ponownie została regentką, na czas kiedy Ludwik był na krucjacie w Ziemi Świętej. W listopadzie 1252 będąc w Melun królowa ciężko zachorowała, została zawieziona do klasztoru Maubuisson-lès-Pontoise (obecnie Saint-Ouen-l'Aumône na przedmieściach Paryża), ale przeżyła tam tylko kilka dni. Zmarła 26 listopada i została tam pochowana.